# Peter Brändström
Peter (ibland skrivet Pehr) Brändström (född Mogren), född 6 oktober 1735 i Gävle, död där 22 augusti 1809, var en affärsman. Han var farfar till Per Brändström.
Brändström var son till jaktbåtsmannen vid stora sjötullen i Gävle Simon Mogren. Efter faderns död 1737 levde familjen under mycket svåra förhållanden, och Peter tvingades bidra till försörjningen genom att sälja torrvedstickor på gatorna. Sedan modern Margareta Nordlinder 1744 gift om sig med sjötullsbesökaren Jöns Brändström 1744 fick familjen det dock bättre, efter avslutade studier antog Peter Brändström styvfaderns namn. Han studerade vid Gävle trivialskola, blev handelsbetjänt 1751 och erhöll burskap som grosshandlare i spannmål.
Handelsverksamheten gick bra, och Bränström började även ägna sig åt rederiverksamhet och skeppsbyggeri, invaldes i stadens råd och blev 1774 baggaredirektör, det vill säga uppsyningsman över muddringsarbetena i Gavleån. Särskilt på 1780-talet gjorde han stora vinster, och var på den tiden Gävles störste skeppsredare och troligen en av de största i Sverige. 1784 köpte han även en fjärdedel i sockerbruket vid Steneberg och bidrog starkt till dess kraftiga uppblomstring under den närmast följande tiden. 1789-1794 var Brändström rådman i Gävle, blev 1794 ordförande i handelssocieteten i staden och erhöll 1797 kommerseråds titel. Han var från 1784 ledamot av samfundet pro fide et christianismo, av Patriotiska sällskapet och av Finska hushållningssällskapet. 1805 blev Brändström riddare av Vasaorden.
1787 tog Bränström sin måg grosshandlaren Pehr Ennes till kompanjon och överlät efterhand alltmer av den dagliga driften på denne.
Han var en av Gävles rikaste män och ägde flera hus i staden samt egendomen utanför staden. Han gjorde sig även känd som grundare av Gävle borgarskola.